# Crowd Supply
Crowd Supply est une plate-forme de financement participatif basée à Portland, dans l'Oregon.